# 마르코 마린 (축구인)
마르코 마린(독일어: Marko Marin, 세르비아어: Марко Марин, 1989년 3월 13일 ~ )은 독일의 은퇴한 축구 선수이자 행정가로 현역 시절 포지션은 공격형 미드필더, 윙어였다. 현재 FK 츠르베나 즈베즈다의 기술 고문을 역임하고 있다.
2006년 보루시아 묀헨글라트바흐 II에서 프로 축구 선수 경력을 시작했고 2009년 SV 베르더 브레멘으로 이적했다. 2012년 첼시 FC로 이적했고 2016년까지 첼시 소속으로 활동하는 동안 세비야 FC, ACF 피오렌티나, RSC 안데를레흐트, 트라브존스포르로 임대를 갔다 왔다. 2016년 8월 첼시를 떠나 올림피아코스 FC로 이적했고 2018년 FK 츠르베나 즈베즈다로 이적했다. 2020년 알아흘리 사우디 FC로 이적해 2021년 알라에드 FC로 임대를 갔다 왔고 2021년 9월 페렌츠바로시 TC로 이적했다. 2022년까지 페렌츠바로시에서 활동한 후 선수 경력을 마감했다.
마린은 독일 연령별 축구 대표팀을 거친 후 2008년 독일 성인 국가대표팀에 데뷔했다. 그는 2010년까지 독일 대표팀에서 활동했고 2010년 FIFA 월드컵에 참가하여 월드컵에서 3등을 차지했다.

## 어린 시절
마르코 마린은 1989년 3월 13일 유고슬라비아 사회주의 연방공화국의 구성국 보스니아 헤르체고비나 사회주의 공화국의 보산스카 그라디슈카에서 세르브계 보스니아인이었던 아버지 란코 마린(세르비아어: Ранко Марин)과 어머니 보르카 마린(세르비아어: Борка Марин) 사이에서 태어났다. 아버지 란코는 고르니 포드그라드치에 있는 축구단 FK 슬로가 디포에서 오른쪽 풀백으로 활동했던 축구 선수였다.
1991년 마르코가 2살이 되었을 때 어머니 보르카가 독일에서 일을 하게 되면서 마린 가족들은 보스니아를 떠나 독일로 이민을 갔고 프랑크푸르트에 정착했다. 그는 프랑크푸르트에서 어린 시절을 보냈고 프랑크푸르트에 있는 구단들에서 축구 선수 경력을 시작했다.